# Hwasong-guyok
Hwasong-guyok o distrito de Hwasong es uno de los 19 guyŏk que constituyen Pionyang, Corea del Norte. El distrito fue creado a partir de áreas cercanas al Palacio Kumsusan según una decisión del 15 de mayo de 2022 del Comité Permanente de la Asamblea Popular Suprema. La región es conocida por los proyectos residenciales en construcción.

## Divisiones administrativas
Las divisiones administrativas específicas del distrito se anunciaron el 15 de enero de 2023 y son las siguientes: 
|                 | Hangul  | Hanja    |
| --------------- | ------- | -------- |
| Hwasong 1-dong  | 화성1동 | 和盛一洞 |
| Hwasong 2-dong  | 화성2동 | 和盛二洞 |
| Hwasong 3-dong  | 화성3동 | 和盛三洞 |
| Chonghwa 1-dong | 청화1동 | 淸華一洞 |
| Kumrung 1-dong  | 금릉1동 | 錦綾一洞 |

## Proyecto residencial
El distrito es actualmente el segundo proyecto en Pionyang para construir 10.000 apartamentos para la población. 